# Paul Poaniewa
Paul Poaniewa (ur. 8 listopada 1953 w Numei, w Nowej Kaledonii) – francuski i nowokaledoński lekkoatleta, specjalizujący się w skoku wzwyż, olimpijczyk.

## Igrzyska olimpijskie
W 1976 reprezentował Francję na igrzyskach w Montrealu, gdzie odpadł w kwalifikacjach (zajął 24 miejsce) w skoku wzwyż. 

## Puchar Europy
Dwukrotnie zdobywał medale, w skoku wzwyż, w Pucharze Europy, w 1973 brązowy i w 1975 srebrny. 

## Uniwersjada
Na Uniwersjadzie w Sofii zajął drugie miejsce w skoku wzwyż.

## Igrzyska Południowego Pacyfiku
W barwach Nowej Kaledonii czterokrotnie zdobywał medale na Igrzyskach Pacyfiku. W 1971 zdobył srebro w skoku wzwyż, w 1975 ponownie zajął drugie miejsce w tej samej konkurencji, a w 1979 zdobył złoty medal w skoku wzwyż i dziesięcioboju. W 1979 ustanowił rekord igrzysk Pacyfiku w skoku wzwyż.